# シティバス立川

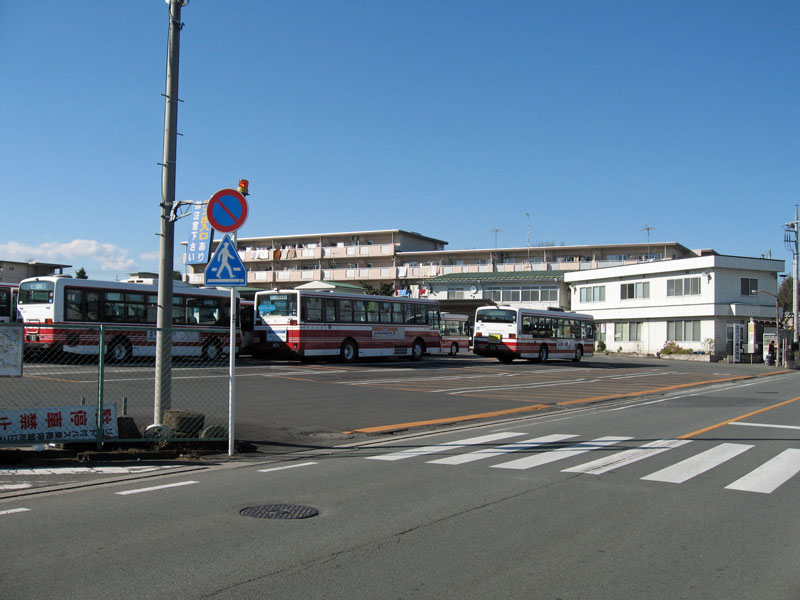
シティバス立川拝島営業所が併設されていた当時の立川バス拝島営業所（2009年撮影）

株式会社シティバス立川（シティバスたちかわ）は、かつて日本に存在した乗合バス・貸切バス事業者である。立川バスの分離子会社であった。
本社は立川バス本社内に置かれ、営業所はシティバス立川拝島営業所のみで、立川バス拝島営業所の敷地内に併設されていた。小田急グループに属し、出資は立川バス、小田急電鉄、神奈川中央交通の3社であった。2000年（平成12年）に立川バスの子会社として設立され、2018年（平成30年）に立川バスに吸収合併された。
社番として付される営業所記号はC。自社運行路線と立川バス本体から委託を受けて運行する路線があり、立川バス拝島営業所からの受託路線では、営業所記号がCHと表記されていた。

## 概要
立川バスの運行エリアに多摩都市モノレール線が開業し、1998年11月27日に上北台 - 立川北間が先行開業、2000年1月10日には立川北 - 多摩センター間が延伸開業した。これにより経営的に大きな打撃を受け、立川バスは同社は企業再生の対象となり自主再建の道を選択した。
経営再建策として、分社化と不採算路線の管理受委託制度を行うため、分離子会社として2000年4月1日にシティバス立川を設立。立川バス拝島営業所内にシティバス立川拝島営業所を置き、同年10月1日より福生団地線を移管したほか、一般路線4系統の運行を委託した。
2000年から立川バスの一般路線2路線を移管する形で乗合バス運行業務を開始。2008年からは立川バスから高速バス全線と貸切バス事業を移管される。営業所再編により2018年7月1日をもって立川バスに吸収合併された。
2018年7月1日、立川バスが福生営業所を新設。拝島営業所が業務を終了し操車場に降格するのにあわせて、再び立川バスに吸収合併された

### 本社・営業所
- シティバス立川 本社：東京都立川市高松町2丁目27番27号（立川バス本社内）[3]
- シティバス立川 拝島営業所：東京都昭島市拝島町3丁目15番4号（立川バス拝島営業所敷地内）[3]

## 沿革
- 2000年[5]4月1日 - 株式会社シティバス立川設立[3]。
シティバス立川拝島営業所が立川バス拝島営業所内に設置される[3]。
- 2000年10月1日 - 立川バス拝島営業所の一般路線2路線を移管して営業開始[5][4]。
- 2008年 - PASMOを導入。
- 2008年[5]11月16日 - 立川バスの高速バス全線を移管される[6]。貸切バスも規模縮小し減車した上で移管[5]。立川バス拝島営業所から田中団地線を移管される[6]。
- 2018年7月1日 - 立川バスに吸収合併される[1]。

## 吸収合併前の所管系統

### 一般路線バス

#### 福生団地線
- 拝12：拝島駅 - 拝島営業所

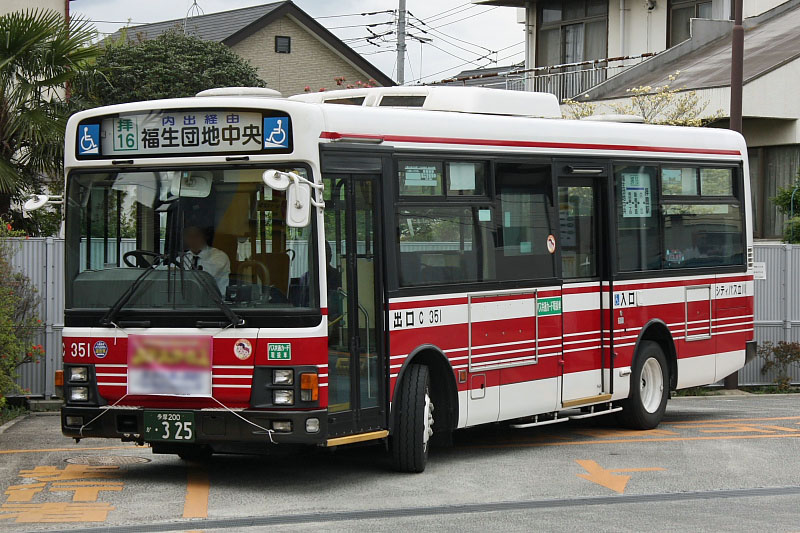
福生団地線
いすゞ・エルガミオ C351号車（2008年撮影）

- 拝16：拝島駅 - 内出 - 福生団地中央　※内出経由、土休日の拝島駅13:00発のみ「内出東」停留所に停車
- 拝16-1：拝島駅 - 多摩工入口 - 福生団地中央　※土休日の最終便で福生団地方面のみ
- 拝17：拝島駅 - 内出 - 福生団地中央 - 福生駅西口
- 昭12：福生団地中央 - 拝島駅 - 松原工業団地 - 昭島駅南口

拝12は立川バス拝島営業所所管で、一部便をシティバス立川が担当。営業所方向は東京都立多摩工科高等学校付近の「多摩工入口」経由（土休日のみ1便）、拝島駅方向は熊川団地直行（一日1便）。
拝16は、拝島駅とUR福生団地を結ぶ路線。拝17はさらに福生駅西口まで運行する（平日5往復、土休日3往復）。昭12は福生団地から拝島駅を経て昭島駅南口まで運行する（土休日1往復のみ）。
睦橋通りと国道16号の慢性的な渋滞で定時性が確保できなかったため、2007年のダイヤ改正で経路変更し「多摩工入口」停留所を非経由としたことで改善された。日中は大幅減便されたが定時性確保により朝晩の利用者は微増した。また終バスが早く日中の本数が極端に少なかった。

#### 田中町団地線
- 昭31：昭島駅南口→昭島市役所→田中町団地西→田中町団地→昭島市役所→昭島駅南口
- 昭30：昭島駅南口→昭島市役所→田中町団地西→田中町団地
- 昭30：田中町団地西→田中町団地→昭島市役所→昭島駅南口

昭島駅から昭島市役所を経由して、東京都住宅供給公社昭島田中町住宅（田中町団地）を結ぶ路線。
昭島市役所の移転により、1997年5月1日に大神線（昭島駅南口 - 経塚下・谷下 - 拝島駅）を廃止して開通した路線。大神線は、拝島駅から宮沢近くまで奥多摩街道を走り、移転前の旧昭島市役所を経由して昭島駅へ至る経路で運行されていたが、本数は非常に少なかった（廃止時3往復）。1997年5月頃に昭島市役所が移転したことを受け、昭島駅から新市役所を経由して田中町団地と直結する当路線が開通し、田中町団地・田中地区では最も近いJR駅への足が確保された。
2008年11月16日、立川バス拝島営業所から移管された。

#### 立川駅南口 - 三井アウトレットパーク方面
- 立70：立川駅南口 - （直通） - 三井アウトレットパーク
  - 立川バス拝島営業所、西武バス立川営業所と共同運行

2011年11月19日運行開始。土・休日のみ運行。立川駅南口では立72と同じ1番のりばから発車する。
運行開始時は立川バス瑞穂営業所の担当で、西武バス側は立川営業所・飯能営業所との共同運行であった。その後時期不明だが、西武バス側の担当は立川営業所のみとなった。
2016年時点で、立川バス側の担当は瑞穂営業所から拝島営業所へ移管されていた。
西武バス、立川バス、シティバス立川の3社ともに自社の割引乗車券は適用対象外。また埼玉県内の「三井アウトレットパーク 入間」への直行バスであるため、東京都シルバーパスは利用できない。

### 高速バス路線
〈〉内は共同運行会社。括弧内は一部便のみ停車。

#### 空港連絡バス
- 拝島営業所 - パレスホテル立川 - 立川駅北口 （- 国立駅南口  - 谷保駅 ）- 羽田空港 〈京浜急行バス〉
- 上水営業所 - 立川駅北口 - 成田空港 〈東京空港交通、成田空港交通〉

2008年11月16日、上記の空港連絡バス2路線（羽田線・成田線）が立川バスから移管された。
2017年4月28日に羽田空港線でダイヤ改正が行われ、新たに一部便で国立駅・谷保駅への停車が開始された
。

#### 立川 - 飯田線
- （昭島駅南口 - ）立川駅南口 - 飯田駅 <京王バス南、伊那バス>

2013年11月22日に路線が新設され、2016年9月16日に運行系統の見直しを実施した。

## 過去の受託路線

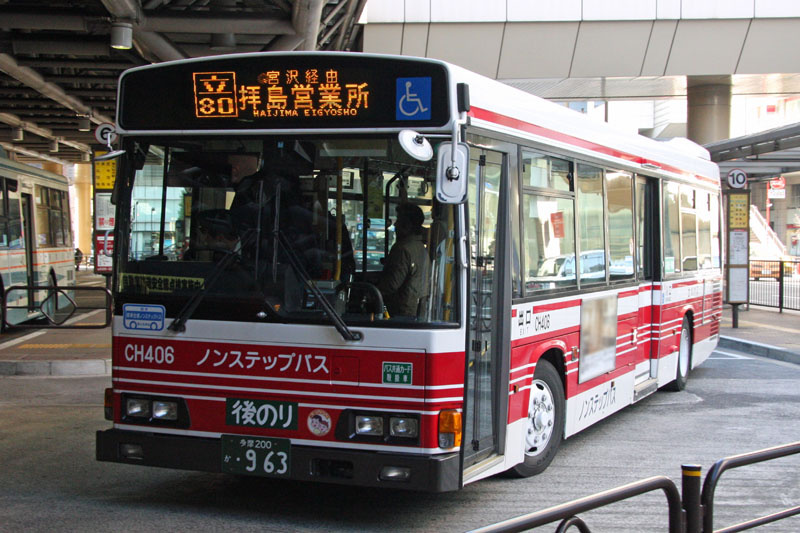
立川バス拝島営業所からの受託路線
車体に社番「CH」が記されている。
いすゞ・エルガJ CH406号車（2008年撮影）

過去には以下の路線も立川バスから受託していた。2016年時点で、以下の路線は全て立川バス拝島営業所の所管に戻されており、バス車体の営業所記号もCHからHに変更されている。
- 立80系統 立川駅北口 - 富士見町・福島・拝島大師 - 拝島営業所
- 立82系統 立川駅北口 - 富士見町 - 福島 - 拝島大師 - 拝島駅（立川駅方向：緑町四丁目経由、拝島駅方向：営業所・熊川団地経由）
- 立81系統 立川駅北口 - 富士見町・福島 - 昭島駅南口
- 立85系統 立川駅北口 - 富士見町・福島 - 東中神駅
- 立14系統 立川駅北口 - 松中団地操車場
- 立15系統 立川駅北口 - 拝島駅北入口
- 昭13系統 昭島駅南口 - 松中団地操車場
- 昭14系統 昭島駅南口 - 中里

## 車両
シティバス立川所属の一般路線車は、いすゞ自動車製5台（1台はエルガ、残りはエルガミオ）、三菱ふそう製2台（エアロスター-S。UDトラックスOEM車）の計7台が所属していた。
羽田空港・成田空港リムジンバス用車両は全て三菱ふそう製で、エアロクイーンI、エアロバス、エアロエースがあり、ハイデッカー仕様が多い。大半の車両はトイレ付きだが、トイレなし車両は原則として羽田空港線で使用された。
このほか、啓明学園スクールバス特定輸送用として、日野・メルファとトヨタ・コースターも所属していた。